# Partido judicial de Vergara
El partido judicial de Vergara (en euskera Bergarako barruti judiziala) es el partido judicial n.º 3 de la provincia de Guipúzcoa y uno de los seis partidos en los que se divide dicha provincia, en la comunidad autónoma del País Vasco, España.

## Ámbito geográfico
Municipios:
- Anzuola
- Arechavaleta
- Elgueta
- Escoriaza
- Legazpia
- Mondragón
- Oñate
- Salinas de Léniz
- Vergara
- Villarreal de Urrechua
- Zumárraga